# Spisak epizoda serije Naruto
Ovo je spisak epizoda serije Naruto. Anime predstavlja adaptaciju prvih 27 tomova istoimene mange koju je napisao i ilustrovao Masaši Kišimoto. Režirao ju je Hajato Date, a animirao studio Pierrot. Serija se emitovala na japanskom kanalu TV Tokyo od 3. oktobra 2002, do 8. februara 2007. godine, sa ukupno 220 epizoda. Prvih 135 epizoda pokrivaju priču iz mange. Završetkom toga dela priče, anime se odmah prebacio na filere tj. dodavane su epizode koje se ne pojavljuju u mangi. Većina filera su priče same za sebe, a neke od njih se protežu i na nekoliko epizoda.
U Srbiji, Crnoj Gori, Bosni i Hercegovini i Severnoj Makedoniji prvih 6 sezona anime serije je emitovano od 2008. do 2013. godine na TV Ultra i kasnije Deksi TV. Prevedeno je samo šest sezona (156 epizoda). Sinhronizaciju na srpski jezik je radio studio Laudvorks. Takođe, samo su epizode 1−26 i 105-130 prodavane na DVD-jevima.  
Nastavak serije, Naruto Šipuden sastoji se od 500 epizoda, ali nije sinhronizovan na srpski.

## Spisak epizoda

### Sezona 1 (2002/03.)
| Ep# | Srpski naslov                                                 | Japanski naslov                                    | Japanski naslov | Originalni datum prikazivanja | Kratak sadržaj |
| Ep# | Srpski naslov                                                 | Kandži                                             | Romadži         | Originalni datum prikazivanja | Kratak sadržaj |
| --- | ------------------------------------------------------------- | -------------------------------------------------- | --------------- | ----------------------------- | --- |
| 1   | Početak: Naruto Uzumaki!                                      | 参上！うずまきナルト                               |                 | 3. oktobar 2002.              | Narutovi napori da postane priznat u selu ubrzo se pretvara u prvi pakao.                                                                                              |
| 2   | Moje ime je Konohamaru!                                       | 木ノ葉丸だ コレ！                                  |                 | 11. oktobar 2002.             | Konohamaru, unuk trećeg Hokagea, želi da bude poštovan i da izađe iz senke svoga dede. Zbog toga počinje pratiti Narutov put.                                          |
| 3   | Saske i Sakura: Drugovi ili neprijatelji!                     | 宿敵!?サスケとサクラ                               |                 | 17. oktobar 2002.             | Naruto, Saske i Sakura formiraju Tim 7 na akademiji. Naruto želi da ga Sakura primeti, pa napada njenog simpatiju, Saskea.                                             |
| 4   | Prođi ili padni: Test preživljavanja!                         | 試練！サバイバル演習                               |                 | 24. oktobar 2002.             | Članovi Tima 7 sastaju se sa svojim mentorom Kakašijem i rade svoji prvi test.                                                                                         |
| 5   | Pao si! Kakašijeva konačna odluka!                            | 失格？カカシの結論                                 |                 | 31. oktobar 2002.             | Tim 7 nastavlja s testom preživljavanja i otkriva koji je pravi ključ do uspeha.                                                                                       |
| 6   | Opasna misija! Putovanje u Zemlju Talasa!                     | 重要任務！波の国へ超出発！                         |                 | 7. novembar 2002.             | Nakon niza dosadnih D-rank misija, Tim 7 konačno dobija zadatak da štiti graditelja mostova, Tazunu. Neočekivani napad ubrzo menja situaciju.                          |
| 7   | Ubica iz magle!                                               | 霧の暗殺者！                                       |                 | 14. novembar 2002.            | Tim 7 se sukobljava i prisiljen je da se bori s snažnim izgubljenim nindžom, Zabuzom, kojeg je unajmio moćni pomorski trgovac, Gato, da se reši Tazune.                |
| 8   | Zakletva bola!                                                | 痛みに誓う決意                                     |                 | 21. novembar 2002.            | Dok Tim 7 nastavlja borbu protiv Zabuze, Naruto obećava samom sebi da neće biti izostavljen iz akcije. Odlučuje dokazati da je Saskevo mišljenje o njemu pogrešno.     |
| 9   | Kakaši: Šaringan ratnik!                                      | 写輪眼のカカシ                                     |                 | 28. novembar 2002.            | Naruto i Saske oslobađaju Kakašija od Zabuzinog Vodenog zatvora, i borba se nastavlja.                                                                                 |
| 10  | Šuma čakre!                                                   | チャクラの森                                       |                 | 5. decembar 2002.             | Nakon teške borbe sa Zabuzom, Tim 7 nastavlja svoju misiju štićenja Tazune i u isto vreme započinje trening.                                                           |
| 11  | Zemlja gde je heroj nekada živeo!                             | 英雄のいた国                                       |                 | 12. decembar 2002.            | Za vreme boravka u Zemlji Vodopada kao deo njihove misije, Tim 7 saznaje ponešto o lokalnom junaku (Kaizi) i dečaku koji ga je gledao kao idola (Inari).               |
| 12  | Borba na mostu! Zabuza se vraća!                              | 橋上決戦！ザブザ再び!!                             |                 | 19. decembar 2002.            | Gatove sile žele oteti Cunami i ubiti Inarija, dok se Tim 7 (bez Naruta) počinje boriti sa Zabuzom.                                                                    |
| 13  | Hakuova tajna tehnika: kristalna ledena ogledala!             | 白の秘術・魔鏡氷晶                                 |                 | 26. decembar 2002.            | Haku otkriva svoj kekei gankai Saskeu. Borba između Tima 7 i Zabuze se nastavlja.                                                                                      |
| 14  | Broj jedan hiperaktivni, glupavi nindža se uključuje u borbu! | 意外性Ｎｏ．１、ナルト参戦！                       |                 | 9. januar 2003.               | Naruto se konačno pridružuje Timu 7, ali ga ubrzo potom zarobljava Haku.                                                                                               |
| 15  | Nulta vidljivost! Šaringan je neupotrebljiv!                  | 視界ゼロの戦い・写輪眼崩し                         |                 | 16. januar 2003.              | Kakaši nastavlja borbu sa Zabuzom, dok Naruto i Saske pokušavaju se osloboditi iz Hakuovog zatvora.                                                                    |
| 16  | Polomljeni pečat                                              | 解放された封印                                     |                 | 23. januar 2003.              | Narutov je pečat razbijen i Kjubi koji je bio zarobljen unutar njega konačno se prikazuje.                                                                             |
| 17  | Bela prošlost: Skrivena ambicija!                             | 白い過去・秘めた想い                               |                 | 30. januar 2003.              | Haku otkriva svoje prave motive Narutu dok Kakaši i Zabuza nastavljaju svoju borbu do smrti.                                                                           |
| 18  | Oružja zvana šinobi!                                          | 忍という名の道具                                   |                 | 6. februar 2003.              | Haku žrtvuje svoj život da spasi Zabuzu i Kakaši sprema svoj poslednji napad.                                                                                          |
| 19  | Demon u snegu                                                 | ザブザ雪に散る…                                    |                 | 13. februar 2003.             | Seljani se počinju uzdizati protiv Gatoa, dok smrtno povređeni Zabuza počinje shvatati vezu koju je imao s Hakuom, te odlučuje učiniti svoj zadnji potez, ubiti Gatoa. |
| 20  | Počinje novo poglavlje: Čunin ispit!                          | 新章突入！中忍試験だってばよ                       |                 | 20. februar 2003.             | Čunin ispit je objavljen i svi genini Konohe će učestvovati, kao i oni iz mnogih drugih zemalja.                                                                       |
| 21  | Predstavite se: Novi moćni rivali!                            | 名乗れ！現れた強敵たち!!                           |                 | 27. februar 2003.             | Tim 7 saznaje da imaju moćne protivnike u Konohi koji takođe žele postati čunini.                                                                                      |
| 22  | Čunin izazov: Rok Li protiv Saskea!                           | 気合い120％ ナウでロックな挑戦状！                 |                 | 6. mart 2003.                 | Čudan nidža Rok Li izaziva Saskea na borbu pre početka čunin ispita.                                                                                                   |
| 23  | Genini zabeleženi! Svih devet početnika se ponovo susreću!    | 蹴散らせライバル！新人9人全員集合                  |                 | 13. mart 2003.                | Svi genini u Konohi započinju prvi ispit. |
| 24  | Pripremite se: Čunin ispit počinje                            | いきなり失格？超難関の第一試験                     |                 | 20. mart 2003.                | Svi se genini zajedno okupljaju i počinju pismeni ispit kao deo prvog čunin ispita.                                                                                    |
| 25  | Deseto pitanje: Sve ili ništa                                 | 出たとこ勝負！踏ん張りどころの10問目               |                 | 27. mart 2003.                | Genini tajno rade na prikupljavanju informacija. Tajanstveno deseto pitanje se približava.                                                                             |
| 26  | Specijalni izveštaj: Uživo iz Šume Smrti!                     | 絶対必見！死の森直前ルポ！木ノ葉の学級新聞だコレ！ |                 | 2. april 2003.                | Naruto specijal koji rezimira prethodnih 25 epizoda, spremajući početak nove sezone.                                                                                   |

### Sezona 2 (2003)
| Ep# | Srpski naslov                                              | Japanski naslov                                | Japanski naslov | Originalni datum prikazivanja | Kratak sadržaj |
| Ep# | Srpski naslov                                              | Kandži                                         | Romadži         | Originalni datum prikazivanja | Kratak sadržaj |
| --- | ---------------------------------------------------------- | ---------------------------------------------- | --------------- | ----------------------------- | --- |
| 27  | Drugi deo čunin ispita: Šuma Smrti!                        | 第二試験スタート！周りはみんな敵だらけ！       |                 | 2. april 2003.                | Drugi čunin ispit počinje. Genini moraju da nađu i odnesu dva svitka u toranj.                                                                                          |
| 28  | Jedi ili budi pojeden: Panika u šumi                       | 喰うか喰われるか！エサになったナルト           |                 | 9. april 2003.                | Genin timovi nastavljaju svoju potragu za dva svitka u Šumi Smrti. U međuvremenu, Tim 7 nailazi na prvog neprijatelja.                                                  |
| 29  | Narutov kontra napad: Nikad se ne predaj!                  | ナルト反撃！逃げねーんだってばよ！             |                 | 16. april 2003.               | Naruto i ostatak Tima 7 nastavljaju svoju borbu protiv Oročimara u Šumi Smrti.                                                                                          |
| 30  | Šaringan ponovo u akciji: Tehnika zmajeve vatre!           | 蘇れ写輪眼！必殺・火遁龍火の術！               |                 | 23. april 2003.               | Saske je zadobio Ukleti pečat od Oročimara i Naruto preuzima vođstvo u borbi. Uzbuna zbog Oročimara u Konohi dolazi i do uprave sela.                                   |
| 31  | Zakletva Čupave Obrve: Neumiruća ljubav i zaštita!         | 激まゆプラトニック！僕は死ぬまでアナタを守る!! |                 | 30. april 2003.               | Nindže Zvuka napadaju Narutov onesposobljeni tim i Sakura je ostavljena da se sama bori protiv njih.                                                                    |
| 32  | Sakura je procvetala!                                      | サクラ咲く！決意の後ろ姿                       |                 | 7. maj 2003.                  | Rok Li i Sakura moraju pobediti genine Zvuka kako bi zaštitili Naruta i Saskea.                                                                                         |
| 33  | Borbena formacija: Ino-Šika-Čo!                            | 無敵のフォーメーション！いのシカチョウ！！     |                 | 14. maj 2003.                 | Tim 10 dobija hrabrost da pomogne Sakuri. |
| 34  | Akamaru drhti: Garina okrutna snaga!                       | 赤丸ビックリ！我愛羅、驚異の実力               |                 | 21. maj 2003.                 | Ostali genin timovi nastavljaju svoju potragu za svicima i Garina moć je otkrivena Timu 8.                                                                              |
| 35  | Tajna svitka: Virenje nije dozvoljeno!                     | のぞき見厳禁！巻き物の秘密                     |                 | 28. maj 2003.                 | Naruto razmišlja o tome da zaviri u svitak i Kabuto se pridružuje Timu 7 s namerom da dođe tornja u centru Šume Smrti.                                                  |
| 36  | Klon protiv klona: Moji su bolji od tvojih!                | 分身対決！オレが主役だってばよ！               |                 | 30. maj 2003.                 | Tim 7 i Kabuto sukobljavaju se sa nindžama Kiše. |
| 37  | Preživeti rez: Svih devet početnika ponovo zajedno!        | 第二試験突破！勢ぞろいルーキーナイン！         |                 | 11. jun 2003.                 | Tim 7 konačno pronalazi drugi svitak i završava drugi čunin ispit. Sledi novi predispit.                                                                                |
| 38  | Skraćivanje spiska: Pobednik ide dalje!                    | 合格者二分の一!?イキナリ試合だってばよ!!       |                 | 18. jun 2003.                 | Kabuto je potajno otkriven da je izdajica Konohe i Saske započinje svoju borbu protiv Joroija Akada.                                                                    |
| 39  | Ljubomora Čupave Obrve: Oslobađanje lavlje rafalne paljbe! | ゲジまゆジェラシー!『獅子連弾』誕生!           |                 | 2. jul 2003.                  | Saske nastavlja svoju borbu protiv Joroija Akada uprkos bolu koji dopire iz Ukletog pečata. Kakaši odlučuje pomoći Saskeu nakon borbe.                                  |
| 40  | Kakaši i Oročimaru: Licem u lice!                          | 一触即発!!カカシVS大蛇丸                       |                 | 9. jul 2003.                  | Kakaši izvršava pečatni ritual na Saskeu, a borba između Zakua Abume i Šinoa počinje.                                                                                   |
| 41  | Borba kunoičija: Protivnici postaju ozbiljni!              | ライバル激突！オトメ心は本気モード             |                 | 16. jul 2003.                 | Misumi Curugi bori se s Kankurom, te su Sakura i Ino prisiljene boriti jedna protiv druge.                                                                              |
| 42  | Ultimativna borba: Ča!                                     | ベストバトルはしゃーんなろー!!                 |                 | 23. jul 2003.                 | Borba između Sakure i Ino se ražestila pri čemu se njihovo prijateljstvo i iskušenje otkrilo.                                                                           |
| 43  | Kunoiči ubica i klimavi Šikamaru                           | シカマルタジタジ!?くの一達の熱き戦い           |                 | 30. jul 2003.                 | Treći predispit se nastavlja sa Temari koja se bori s Tenten, i Šikamaruom Narom koji se bori s Kin Cučijem.                                                            |
| 44  | Akamaru oslobođen! Ko je sada glavni pas?                  | 赤丸参戦!!負け犬はどっちだ？                   |                 | 6. jun 2003.                  | Naruto konačno dobija priliku da se bori s Kibom Inuzukom iz Tima 8. |
| 45  | Iznenadni napad! Narutovo novo oružje!                     | ヒナタ赤面！ 観客あんぐり、ナルトの奥の手      |                 | 13. jun 2003.                 | Narutova borba s Kibom dolazi do svojeg vrhunca i Narutova najnovija „tehnika” je predstavljena.                                                                        |
| 46  | Borba Bjakugana: Hinata postaje hrabra!                    | 白眼開眼!!内気なヒナタの大胆決意！             |                 | 20. jun 2003.                 | Nedži Hjuga i Hinata Hjuga bore se da zaštite svoj ponos i ponos svojih roditelja.                                                                                      |
| 47  | Gubitnik stoji uspravno!                                   | 憧れの人の目の前で!!                           |                 | 27. jun 2003.                 | Hinata odlučuje dokazati svoju vredost Nedžiju pri čemu se borba bliži kraju.                                                                                           |
| 48  | Gara protiv Rok Lija: Snaga mladosti eksplodira!           | 我愛羅粉砕!!若さだ！パワーだ！爆発だ！         |                 | 3. jul 2003.                  | Mladi Rok Li mora se boriti protiv moćnoga i smrtonosnog Gare od Peska.                                                                                                 |
| 49  | Lijeva skrivena snaga: Zabranjena tajna tahnika!           | 熱血落ちこぼれ！遂に炸裂、禁断の奥義！         |                 | 10. jul 2003.                 | Li otkriva neke od svojih najboljih napada, dok Gara odlučuje da prestane da se igra s njim i privodi borbu kraju.                                                      |
| 50  | Peta kapija: Sjajni nindža je rođen!!                      | 嗚呼ロック・リー！これが男の生き様よ！！       |                 | 17. jul 2003.                 | Li konačno vadi svoj as iz rukava, moć Osam vrata, dok se Gara priprema za krvavi sukob.                                                                                |
| 51  | Senka u tami: Saske je u opasnosti!                        | 闇にうごめく影 サスケに迫る危機！              |                 | 24. jul 2003.                 | Čodži Akamiči bori se protiv Dosua Kinute u poslednjoj borbi u trećem predispitu. Naruto saznaje da će dobiti novog trenera koji će ga pripremati za treći čunin ispit. |
| 52  | Ebisu se vraća: Narutov najjači trening do sada!           | エビス再び！ハレンチは私が許しませんぞ！       |                 | 1. avgust 2003.               | Naruto, u pripremi za treći čunin ispit, započinje svoj trening s Ebisuom.                                                                                              |

### Sezona 3 (2003/04.)
| Ep# | Srpski naslov                                                             | Japanski naslov                                  | Japanski naslov | Engleski naslov | Originalni datum prikazivanja |
| Ep# | Srpski naslov                                                             | Kandži                                           | Romadži         | Engleski naslov | Originalni datum prikazivanja |
| --- | ------------------------------------------------------------------------- | ------------------------------------------------ | --------------- | --------------- | ----------------------------- |
| 53  | Dugo se nismo videli: Džiraja se vraća!                                   | あいやしばらく！エロ仙人登場！                   |                 |                 | 8. oktobar 2003.              |
| 54  | Džicu prizivanja: Mudrost žapca mudraca!                                  | エロ仙人直伝 口寄せの術だってばよ！！            |                 |                 | 14. oktobar 2003.             |
| 55  | Osećaj žudnje: Cvet pun nade                                              | 切ない想い 願いを込めた一輪                      |                 |                 | 22. oktobar 2003.             |
| 56  | Živi ili umri! Rizikuj sve da bi osvojio sve!                             | 生か死か!?免許皆伝は命懸け！                     |                 |                 | 29. oktobar 2003.             |
| 57  | On leti! On skače! On se šunja! Šef žabac se pojavljuje!                  | 飛んだ！跳ねた！潜った！ガマ親分登場!!           |                 |                 | 5. novembar 2003.             |
| 58  | Opsada bolnice: Zla je ruka otkrivena!                                    | しのび寄る魔の手！狙われた病室                   |                 |                 | 12. novembar 2003.            |
| 59  | Finalne borbe: Trka do borbene arene!                                     | モー烈 モー追 モーダッシュ 本選開始だってばよ    |                 |                 | 19. novembar 2003.            |
| 60  | Bjakugan protiv džucua klona senke!                                       | 白眼ＶＳ影分身！オレはゼってー勝つ!!             |                 |                 | 26. novembar 2003.            |
| 61  | Ultimativna odbrana: Nulta slepa tačka!                                   | 死角ゼロ！もうひとつの絶対防御                   |                 |                 | 3. decembar 2003.             |
| 62  | Stvarna moć gubitnika!                                                    | 落ちこぼれの底力！                               |                 |                 | 10. decembar 2003.            |
| 63  | Udri ili beži: Finalne runde se komplikuju!                               | 失格！？キケン！前倒し！波乱含みの大本戦         |                 |                 | 17. decembar 2003.            |
| 64  | Motivacija nula: Tip koji zavidi oblacima!                                | 雲はいいなあ…やる気ゼロの男                      |                 |                 | 24. decembar 2003.            |
| 65  | Plešući list, vijugavi pesak                                              | 激突！木ノ葉舞い砂うごめく瞬間                   |                 |                 | 31. decembar 2003.            |
| 66  | Džucu Žbunasto Obrvog: Saskeov stil!                                      | 嵐を呼ぶ男！！サスケのゲジマユ流体術！           |                 |                 | 14. januar 2004.              |
| 67  | Kasno stigao, ali spreman za akciju! Ultimativna tajna tehnika je rođena! | だてに遅れたわけじゃない！究極奥義・千鳥誕生！！ |                 |                 | 14. januar 2004.              |
| 68  | Nulti čas! Uništenje Sela skrivenog u lišću poinje!                       | 『木ノ葉崩し』始動！                             |                 |                 | 28. januar 2004.              |
| 69  | Selo pod opsadom: Nova misija A-ranga!                                    | 待ってました！Aランク任務だってばよ！！          |                 |                 | 4. februar 2004.              |
| 70  | Krivinaš poziva na akciju: nema više izležavanja!                         | 逃げ腰NO.1 めんどくせーがやろっきゃねえ！！      |                 |                 | 11. februar 2004.             |
| 71  | Meč bez premca: Okršaj Hokagea!                                           | 古今無双！『火影』というレベルの戦い             |                 |                 | 18. februar 2004.             |
| 72  | Greška iz prošlosti: Lice je otkriveno!                                   | 火影の過ち 仮面の下の素顔                        |                 |                 | 25. februar 2004.             |
| 73  | Zabranjen tajni džucu: Pečat kosača smrti!                                | 禁術奥義！『屍鬼封印』                           |                 |                 | 3. mart 2004.                 |
| 74  | Zapanjujuća istina: Garin identitet se otkriva!                           | 驚愕！我愛羅の正体                               |                 |                 | 10. mart 2004.                |
| 75  | Saskeova odluka: Na samoj ivici!                                          | 限界を越えて… サスケの決断！!                    |                 |                 | 17. mart 2004.                |
| 76  | Ubica noći obasjane mesečinom                                             | 月夜の暗殺者                                     |                 |                 | 24. mart 2004.                |
| 77  | Svetlost protiv tame - Dva lica Gare!                                     | 光と闇 我愛羅という名                            |                 |                 | 31. mart 2004.                |
| 78  | Narutov nindža priručnik                                                  | 爆発！これぞナルト忍法帖～～っ！！               |                 |                 | 7. april 2004.                |

### Sezona 4 (2004)
| Ep# | Srpski naslov                                                | Japanski naslov                                | Japanski naslov | Engleski naslov | Originalni datum prikazivanja |
| Ep# | Srpski naslov                                                | Kandži                                         | Romadži         | Engleski naslov | Originalni datum prikazivanja |
| --- | ------------------------------------------------------------ | ---------------------------------------------- | --------------- | --------------- | ----------------------------- |
| 79  | Posle granica tame i svetla                                  | リミットぶっちぎり！ ～光と闇～！！            |                 |                 | 14. april 2004.               |
| 80  | Treći Hokage, zauvek...                                      | 三代目よ、永久に……！！！！                     |                 |                 | 21. april 2004.               |
| 81  | Povratak jutarnje magle                                      | 朝霧の帰郷！！                                 |                 |                 | 5. maj 2004.                  |
| 82  | Oči u oči: Šaringan protiv Šaringana!                        | 写輪眼VS写輪眼！！                             |                 |                 | 12. maj 2004.                 |
| 83  | Džiraja: Narutova moguća propast!                            | おお、のォ～っ！自来也の女難、ナルトの災難！！ |                 |                 | 19. maj 2004.                 |
| 84  | Urlik Čidorija: Brat protiv brata!                           | 唸れ千鳥 吠えろサスケ！！！                    |                 |                 | 26. maj 2004.                 |
| 85  | Mržnja među Učihama: Poslednji pripadnici klana!             | 愚かなる弟よ 恨め、憎め！！！                  |                 |                 | 2. jun 2004.                  |
| 86  | Novi trening počinje: Biću snažan!                           | 修行開始 オレはぜってー強くなる！！！          |                 |                 | 9. jun 2004.                  |
| 87  | Nastavi sa treningom: Puf ode balon!!                        | 根性！！！割れろ水風船！！！                   |                 |                 | 16. jun 2004.                 |
| 88  | Tačka fokusa: Znak Lista                                     | 木ノ葉マークと額当て！！！                     |                 |                 | 23. jun 2004.                 |
| 89  | Nemoguća odluka: Bol unutar Cunadinog srca!                  | 波紋                                           |                 |                 | 30. jun 2004.                 |
| 90  | Neoprostivo! Potpuni nedostatak poštovanja!                  | 怒りバクハツ！許さねーってばよ                 |                 |                 | 6. jul 2004.                  |
| 91  | Nasleđe! Ogrlica smrti!                                      | 初代火影の遺産 死を呼ぶ首飾り                  |                 |                 | 13. jul 2004.                 |
| 92  | Dvosmislena ponuda! Cunadin izbor                            | YESかNOか！ツナデの回答                        |                 |                 | 27. jul 2004.                 |
| 93  | Neuspeh! Dogovor otpada!                                     | 交渉決裂！！                                   |                 |                 | 4. avgust 2004.               |
| 94  | Napad! Bes rasengana!                                        | くらえ！怒りの螺旋丸                           |                 |                 | 11. avgust 2004.              |
| 95  | Peti Hokage! Život na liniji!                                | 五代目火影 命を賭けた戦い                      |                 |                 | 18. avgust 2004.              |
| 96  | Koštac! Obračun sanina!                                      | 三すくみの戦い                                 |                 |                 | 25. avgust 2004.              |
| 97  | Kidnapovanje! Narutova avantura u banji!                     | ナルトの湯けむり珍道中                         |                 |                 | 2. septembar 2004.            |
| 98  | Cunadino upozorenje: Nikad više nindža!                      | 忍者を辞めろ！ツナデの通告                     |                 |                 | 9. septembar 2004.            |
| 99  | Volja plamena još gori                                       | 火の意志を継ぐもの                             |                 |                 | 16. septembar 2004.           |
| 100 | Sensej i student: Veza među šinobijima!                      | 熱血師弟の絆～男が忍法貫くとき～               |                 |                 | 23. septembar 2004.           |
| 101 | Moram da vidim! Moram da saznam! Pravo lice Kakashi senseja! | 見たい、知りたい、確かめたい カカシ先生の素顔  |                 |                 | 30. septembar 2004.           |
| 102 | Misija: Pomoć starom prijatelju iz Zemlje Čaja!              | いざ新任務 義理と人情と茶国を救え！            |                 |                 | 7. oktobar 2004.              |
| 103 | Trka je počela! Nevolje na otvorenom moru!                   | ナルト撃沈！？陰謀うずまく大海原               |                 |                 | 14. oktobar 2004.             |
| 104 | Trči Idate, trči! Nagi ostrvo čeka!!                         | 走れイダテ！嵐を呼ぶ波乱のナギ島！！           |                 |                 | 21. oktobar 2004.             |

### Sezona 5 (2004/05.)
| Ep# | Srpski naslov                                                  | Japanski naslov                             | Japanski naslov | Engleski naslov | Originalni datum prikazivanja |
| Ep# | Srpski naslov                                                  | Kandži                                      | Romadži         | Engleski naslov | Originalni datum prikazivanja |
| --- | -------------------------------------------------------------- | ------------------------------------------- | --------------- | --------------- | ----------------------------- |
| 105 | Žestoka bitka kotrljajućeg groma!                              | ゴール直前！雷鳴とどろく大激闘              |                 |                 | 28. oktobar 2004.             |
| 106 | Možeš li da stigneš, Idate? Poslednji sprint odlučnosti        | 届くかイダテ！執念のラストスパート！！      |                 |                 | 4. novembar 2004.             |
| 107 | Borba počinje: Naruto protiv Saskea                            | オマエと戦いたい！ついに激突 サスケVSナルト |                 |                 | 11. novembar 2004.            |
| 108 | Ljuti rivali i pokidane veze                                   | 見えない亀裂                                |                 |                 | 18. novembar 2004.            |
| 109 | Poziv iz Sela zvuka                                            | 音の誘い                                    |                 |                 | 25. novembar 2004.            |
| 110 | Formacija! Odred za vraćanje Saskea!                           | 結成！鉄壁のフyiォーメーション              |                 |                 | 2. decembar 2004.             |
| 111 | Zvuk protiv Lista                                              | 接触～音四人衆の実力～                      |                 |                 | 9. decembar 2004.             |
| 112 | Iznenadna svađa u grupi: Šikamaruov odred u velikoj opasnosti! | イキナリ仲間割れ！？シカマル小隊大ピンチ    |                 |                 | 16. decembar 2004.            |
| 113 | Punom snagom! Zasijaj, Čodži!                                  | パワー全開！燃えろチョウジ                  |                 |                 | 23. decembar 2004.            |
| 114 | Zbogom stari prijatelju...! Uvek ćemo da verujemo u tebe!      | さらば友よ…！それでもオレは信じてる         |                 |                 | 30. decembar 2004.            |
| 115 | Tvoj protivnik sam ja!                                         | お前の相手はこのオレだ！                    |                 |                 | 6. januar 2005.               |
| 116 | 360° vidno polje, slepa tačka Bjakugana                        | 視界360度 白眼の死角                        |                 |                 | 13. januar 2005.              |
| 117 | Razlog zašto ne izgubiti                                       | 負けられない理由                            |                 |                 | 20. januar 2005.              |
| 118 | Pošiljka koja nije stigla na vreme                             | 奪還～間に合わなかった器                    |                 |                 | 27. januar 2005.              |
| 119 | Loša procena! Novi protivnik                                   | 失策！新たなる敵                            |                 |                 | 4. februar 2005.              |
| 120 | Reži, zavijaj, najbolji borbeni duo                            | 唸れ！吠えろ！究極のタッグ                  |                 |                 | 11. februar 2005.             |
| 121 | Svakom svoja bitka                                             | それぞれの闘い                              |                 |                 | 18. februar 2005.             |
| 122 | Blef! Šikamaru rizikuje u bezizlaznoj situaciji                | フェイク！男シカマル起死回生の賭け          |                 |                 | 25. februar 2005.             |
| 123 | Zelena zver Konohe!                                            | 木ノ葉の碧き野獣見参！                      |                 |                 | 2. mart 2005.                 |
| 124 | Zver se probudila! Pukni, prsni i probij se!                   | 野獣炸裂！弾けろ吹っ飛べ突き抜けろ！        |                 |                 | 9. mart 2005.                 |
| 125 | Saveznici sela lista: Nindže Peska                             | 木ノ葉同盟国砂の忍                          |                 |                 | 16. mart 2005.                |
| 126 | Obračun najjačih! Gara protiv Kimimara!!                       | 最強対決！我愛羅VS君麻呂！！                |                 |                 | 23. mart 2005.                |
| 127 | Udarac osvete! Igra orlove paprati                             | 執念の一撃！早蕨の舞                        |                 |                 | 30. mart 2005.                |
| 128 | Uzaludni vapaj                                                 | 届かない叫び                                |                 |                 | 6. april 2005.                |
| 129 | Itači i Saske: dva različita sveta                             | 兄と弟 遠すぎる存在                         |                 |                 | 13. april 2005.               |
| 130 | Otac i sin: Slomljeni grb                                      | 父と子 ひび割れた家紋                       |                 |                 | 20. april 2005.               |

### Sezona 6 (2005)
| Ep# | Srpski naslov                                                                     | Japanski naslov                                   | Japanski naslov | Engleski naslov | Originalni datum prikazivanja |
| Ep# | Srpski naslov                                                                     | Kandži                                            | Romadži         | Engleski naslov | Originalni datum prikazivanja |
| --- | --------------------------------------------------------------------------------- | ------------------------------------------------- | --------------- | --------------- | ----------------------------- |
| 131 | Prosvetljenje! Tajne Mangekju Šaringana                                           | 開眼 万華鏡写輪眼の秘密                           |                 |                 | 27. april 2005.               |
| 132 | Prijatelji                                                                        | 親友よ！                                          |                 |                 | 4. maj 2005.                  |
| 133 | Urlik kroz suze! Ti si moj prijatelj                                              | 涙の咆哮！オマエはオレの友達だ                    |                 |                 | 11. maj 2005.                 |
| 134 | Kraj u suzama                                                                     | 涙雨の結末                                        |                 |                 | 18. maj 2005.                 |
| 135 | Obećanje koje nije moglo da se održi                                              | 守れなかった約束                                  |                 |                 | 25. maj 2005.                 |
| 136 | Tajni zadatak! Konačno super misija S-ranga                                       | 潜入捜査!? 遂にきたきた超S級任務                  |                 |                 | 1. jun 2005.                  |
| 137 | Grad otpadnika, senka Fuma klana                                                  | 無法者の街 ふうま一族の影                         |                 |                 | 8. jun 2005.                  |
| 138 | Čista izdaja i prolazna želja                                                     | 清き裏切り はかなき願い                           |                 |                 | 15. jun 2005.                 |
| 139 | Kuća užasa! Oročimaruov zamak                                                     | 恐怖！大蛇丸の館                                  |                 |                 | 22. jun 2005.                 |
| 140 | Dva otkucaja srca, Kabutova zamka                                                 | 二つの鼓動 カブトの罠                             |                 |                 | 28. jun 2005.                 |
| 141 | Sakurina odlučnost                                                                | サクラの決意                                      |                 |                 | 5. jul                        |
| 142 | Tri zlikovca iz strogog zatvora                                                   | 厳戒施設の三悪人                                  |                 |                 | 12. jul 2005.                 |
| 143 | Trči Tonton! Računam na tvoj njuh                                                 | 走れトントン！お前の鼻が頼りだってばよ            |                 |                 | 19. jul 2005.                 |
| 144 | Novi odred: Dva čoveka i pas                                                      | 新生三人一組 二人と一匹！                         |                 |                 | 26. jul 2005.                 |
| 145 | Eksplozija! Nova formacija, Ino-Šika-Čo                                           | 炸裂！ニューフォーメーションいのシカチョウ        |                 |                 | 2. avgust 2005.               |
| 146 | Preostala ambicija, Oročiamaruova senka                                           | 残された野望 大蛇丸の影                           |                 |                 | 8. avgust 2005.               |
| 147 | Sudbinska borba! Ne možeš da me pobediš                                           | 因縁の対決！オマエにオレは倒せねえ                |                 |                 | 15. avgust 2005.              |
| 148 | Čak je i Akamaru ljubomoran na njenu moć traganja! Potraga za retkom bubom Bikoču | 超追尾力に赤丸も嫉妬！幻の微香虫を探せ            |                 |                 | 22. avgust 2005.              |
| 149 | U čemu je razlika? Zar nisu svi insekti isti?                                     | どこが違うのさ!? 虫って同じに見えないか           |                 |                 | 29. avgust 2005.              |
| 150 | Prevari, zbuni i budi zbunjen! Velika bitka buba                                  | だまして化かしてだまされて！ 壮絶ムシムシ大バトル |                 |                 | 5. septembar 2005.            |
| 151 | Zaslepljujući Bjakugan! Ovo je moj put nindže                                     | 燃えよ白眼！ これが私の忍道よ                     |                 |                 | 12. septembar 2005.           |
| 152 | Posmrtni marš za žive                                                             | 生あるものへの葬送曲                              |                 |                 | 19. septembar 2005.           |
| 153 | Savladana lekcija! Gvozdena pesnica ljubavi                                       | 心に届け！愛の鉄拳                                |                 |                 | 26. septembar 2005.           |
| 154 | Prirodni nepirijatelj Bjakugana                                                   | 白眼の天敵                                        |                 |                 | 3. oktobar 2005.              |
| 155 | Tamni prikradajući oblaci                                                         | 忍び寄る暗雲                                      |                 |                 | 10. oktobar 2005.             |
| 156 | Rajgin kontranapad                                                                | 逆襲の雷牙                                        |                 |                 | 17. oktobar 2005.             |

### Sezona 7 (2005/06.)
| Ep# | Engleski naslov | Japanski naslov                                     | Japanski naslov | Originalni datum prikazivanja |
| Ep# | Engleski naslov | Kandži                                              | Romadži         | Originalni datum prikazivanja |
| --- | --------------- | --------------------------------------------------- | --------------- | ----------------------------- |
| 157 |                 | 走れ!!!生命のカレー                                 |                 | 26. oktobar 2005.             |
| 158 |                 | みんなオレについて来い!汗と涙のタクラミ大サバイバル |                 | 2. novembar 2005.             |

## Srpska DVD izdanja
| DVD | DVD   | Epizoda     | Godina izdanja                                | Beleške | Ref.  |
| --- | ----- | ----------- | --------------------------------------------- | ------- | ----- |
|     | 1     | 1–3         | 2008.                                         |         | [ 6 ] |
| 2   | 4–6   | 2008.       |                                               | [ 7 ]   |       |
| 3   | 7–9   | 2008.       |                                               | [ 8 ]   |       |
| 4   | 10–12 | 2008.       |                                               | [ 9 ]   |       |
| 5   | 13–17 | (nepoznato) | Prodavano u setu zajedno sa DVD-jevima 6 i 7. | [ 10 ]  |       |
| 6   | 18–21 | (nepoznato) | Prodavano u setu zajedno sa DVD-jevima 5 i 7. | [ 10 ]  |       |
| 7   | 22–26 | (nepoznato) | Prodavano u setu zajedno sa DVD-jevima 5 i 6. | [ 10 ]  |       |

| DVD | DVD     | Epizode | Godina izdanja | Beleške | Ref.   |
| --- | ------- | ------- | -------------- | ------- | ------ |
|     | 1       | 105–109 | 2013.          |         | [ 11 ] |
| 2   | 110–114 | 2014.   |                | [ 12 ]  |        |
| 3   | 115–119 | 2014.   |                | [ 13 ]  |        |
| 4   | 120–124 | 2014.   |                | [ 14 ]  |        |
| 5   | 125–130 | 2014.   |                | [ 15 ]  |        |